# 鞆の浦埋立て架橋計画問題

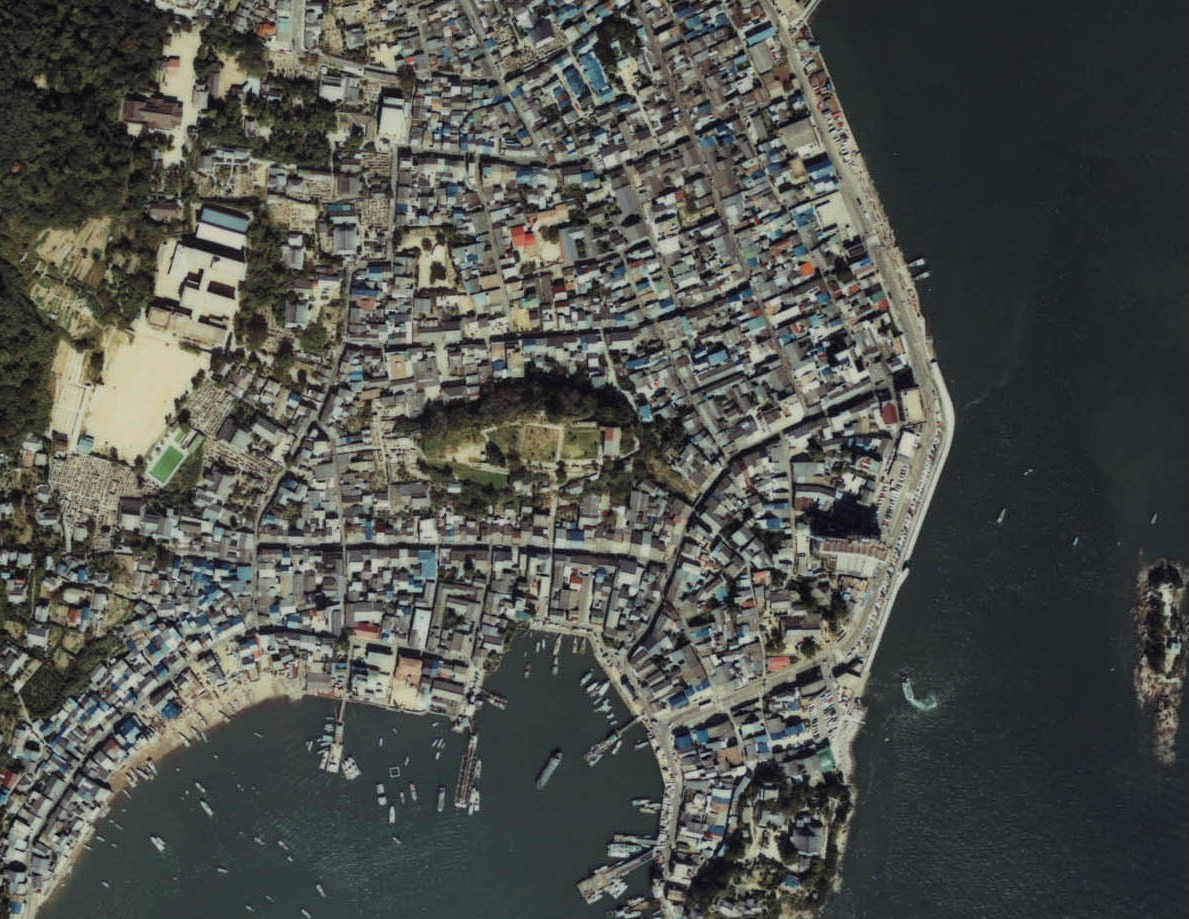
鞆港の上空写真。1981年撮影であるが、現在とほぼ同じ。左上に途中まで建設されて延長計画が放棄された道路が写っている。

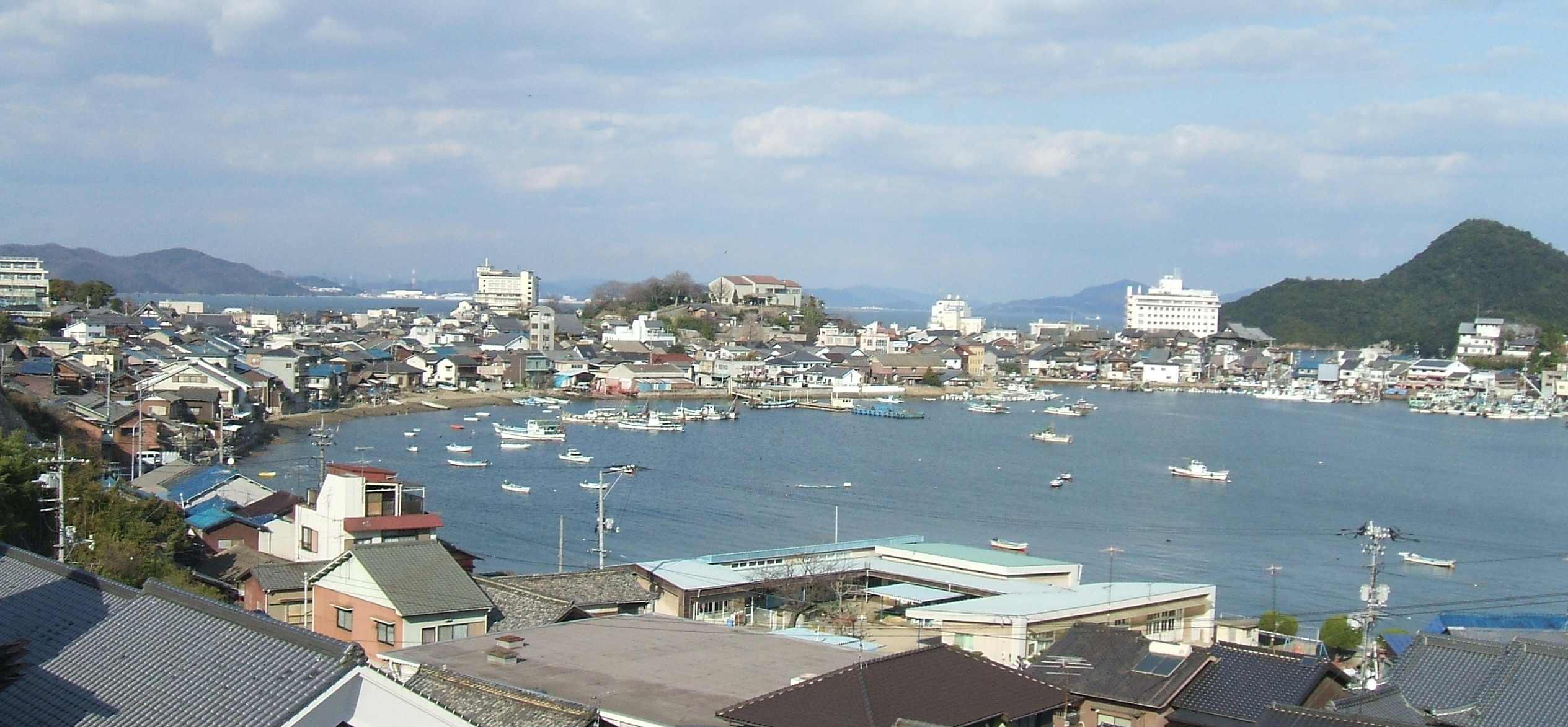
南西側から見た鞆港。画面左半分の海岸沿いを埋立て、それより右に続く部分を架橋方式で県道バイパスを建設する計画。

鞆の浦埋立て架橋計画問題（とものうらうめたてかきょうけいかくもんだい）とは、広島県福山市鞆町にある県道バイパス建設計画の是非を巡る議論や論争である。
地元福山市は計画推進の意向であるが、2009年11月から広島県知事となった湯崎英彦は計画見直しを示唆、2016年2月に広島県は埋め立ての免許交付申請を取り下げる意向を示し、一連の訴訟が終結。2012年6月には広島県当局が架橋計画の中止とともに山側にトンネルを掘削して道路整備を行う意向を固め、建設事業は事実上頓挫した。

## 背景
鞆町の道路は大部分が江戸時代から継承されたものであるため、幅員狭小、クランクの存在など車の円滑な通行に支障をきたす箇所が多く存在していた。この為、広島県と福山市は、1983年（昭和58年）に鞆地区を東西に結ぶ県道47号線バイパス（北緯34度22分51秒 東経133度22分38.5秒～北緯34度22分56.7秒 東経133度22分56.5秒）の建設を計画した。この計画は港の両岸を埋立てと橋梁によって結び、同時に下水などのライフラインや近代的港湾施設や公園などの整備も行い地域活性化を図るものであった。
なお、この計画のたたき台の素案として、市街地の主要道路拡幅整備案。トンネルによる市街地を避けるバイパス案。護岸を兼ねた沿岸埋立道路案の大きく3つの案があったが、意見集約の間に市街地景観の保護の観点から中心部の道路拡幅反対意見、建設費が高額という事からトンネルバイパス案の反対意見、沿岸景観を壊すという事から沿岸埋立道路への反対意見があった。
この案は、沿岸埋立道路案に沿岸景観配慮の架橋を追加、これによって高騰化する建設費は、防災・観光に利用できる施設を併設する事業による集約化の結果である、という折衷案であった。
しかし、景観保護などからこの計画に反対する住民もいたため、埋立て面積の縮小や橋梁部のトンネル化などが検討され、1995年（平成7年）に埋立て面積を半分に縮小する計画へと変更された。2000年（平成12年）には更に埋立て面積を縮小し景観に配慮した計画へと変更されるが、それでも反対派の賛同は得られず、2003年（平成15年）に計画は事実上凍結された。だが、2004年（平成16年）、福山市長・三好章の病気辞任（直後に死去）に伴い行われた市長選挙で計画推進を掲げた羽田皓が当選したため、埋め立て架橋計画は再び実現に向かって進められることになった。これに対し反対運動も活発化し、その動きは全国的な関心を集めている。
なお、最初の計画が策定された1983年に9000人近くあった鞆町の人口は減少を続け、2008年には5000人を割り込んだ。少子高齢化が進行し産業の衰退が深刻化した結果、住民の大多数意見も計画当初の状況とは異なってきている。

### 計画から四半世紀後の道路状況
鞆町内の県道47号線は福山市役所鞆支所付近まで2車線であるが、鞆市街の福禅寺付近から鞆港を挟んだ対岸までの数百メートルは1車線で幅員が狭く時間帯指定の一方通行となっており、大型のバス（マイクロバスは可）やトラックは通行することができない。かつては、この部分を2車線に拡幅する計画があったが、地権者の合意形成が出来なかったため頓挫し、代わりに持ち上がったのが海側に(埋立)バイパスを設置する計画である。
県道47号線のほかに鞆の市街地を通過せず沼隈半島南部を往来する道路としては、県道251号後山公園洗谷線（通称：福山グリーンライン）が存在する。しかし、この道路は観光を目的として建設されたもので、距離がやや長いうえに山間部の尾根付近を通過するため起伏が激しく、犯罪防止の観点から自動二輪車の通行が禁止され、大部分が夜間自動車通行止めとなっているなど、事実上バイパス道路として使うことはできない。また、市街地北にある鞆鉄鋼団地付近から山間部に登ることで市街地を回避するルートもあるが、こちらも先で県道251号に合流するため同様の結果となる。
ただし、鞆を経由する必要がなければ福山市中心部から沼隈半島各所にアクセスする道路は現状でも多数あり、沼隈町や島嶼部の内海町に向かうには峠道を通る事になるものの県道72号福山沼隈線が鞆を経由するより時間、距離とも有利である。しかし、上述のように鞆町（沼隈半島南部）を通過する道路は県道47号線以外に存在しないため、通勤時間帯を中心に鞆市街の渋滞が慢性化しており、これを通ることができない大型車両はバイパスの完成まで鞆町が事実上の行き止まりとなり、鞆町の反対側に向かうには福山市街に戻り大きく迂回するしかない。
なお、沼隈半島と国道2号や山陽自動車道とのアクセスを向上させるために福山沼隈道路の建設計画が進められている。

#### ギャラリー
以下の画像は2009年10月4日（日曜日）正午前後に松永方面から県道47号線で鞆町内を通行した際に撮影したものである。

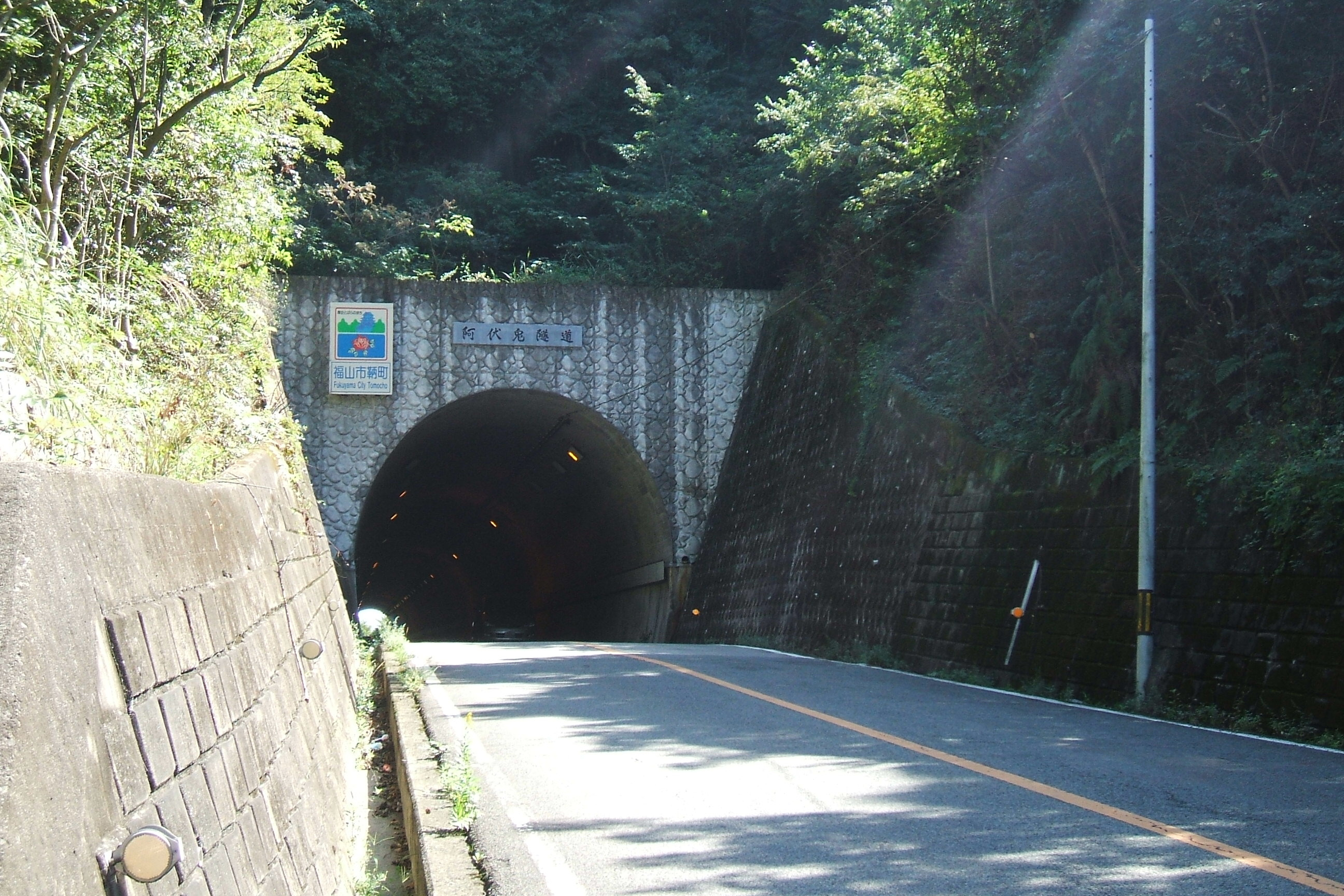
A.阿伏兎トンネルの松永側入口
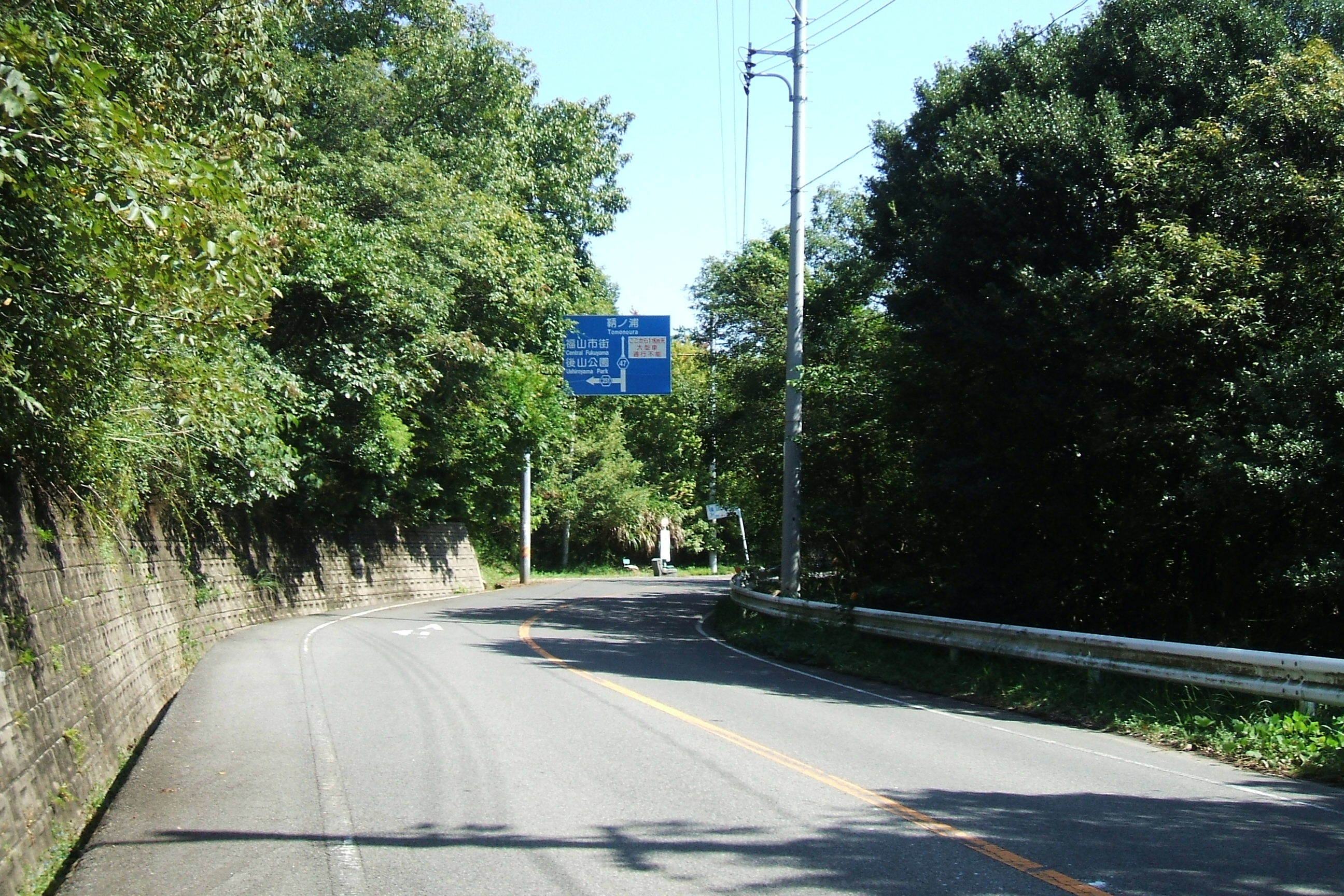
B.県道251号と県道47号との合流地点。この先大型車通行困難との標識がある
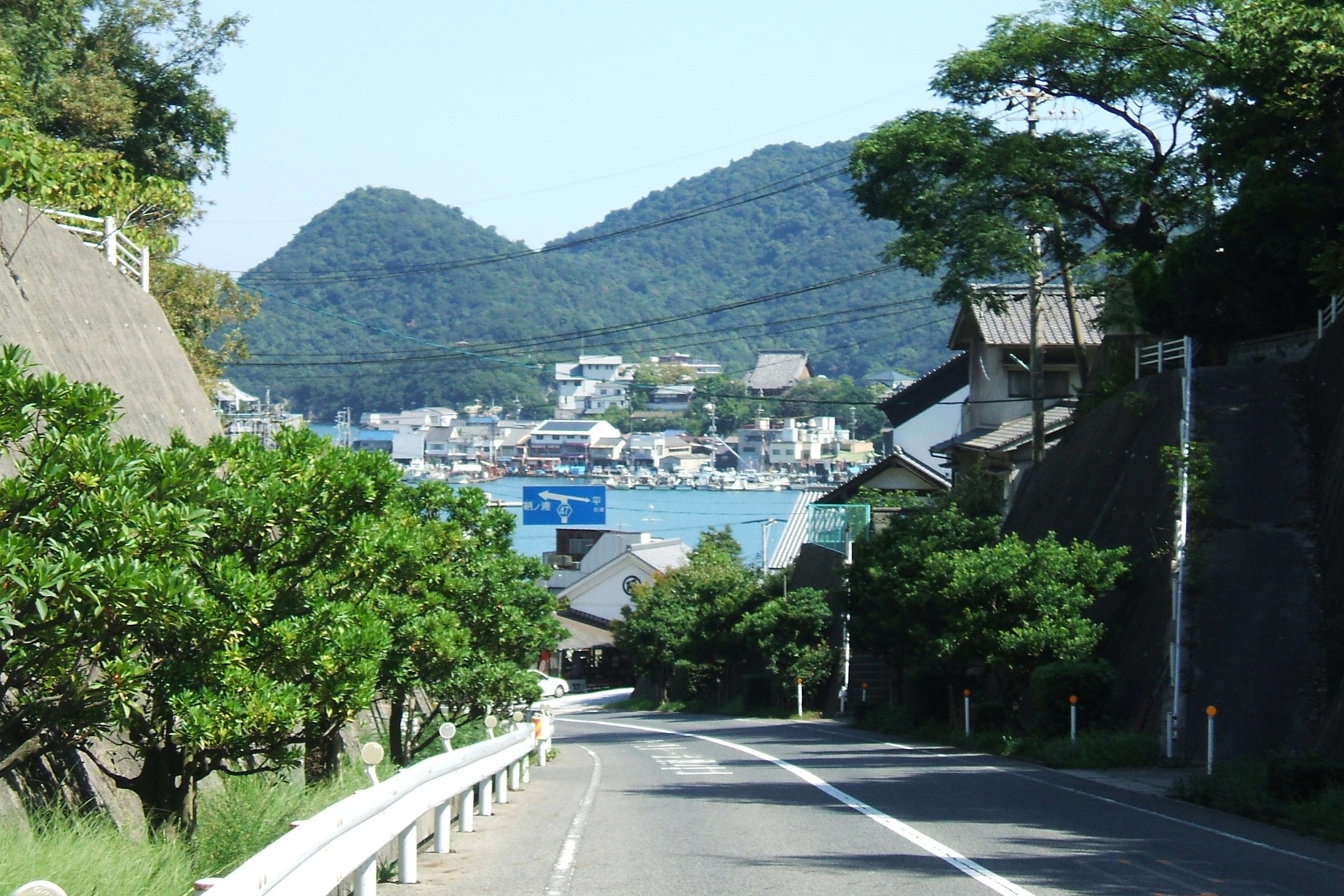
C.阿藻珍味本社工場付近。鞆の町並みが見えてくる。
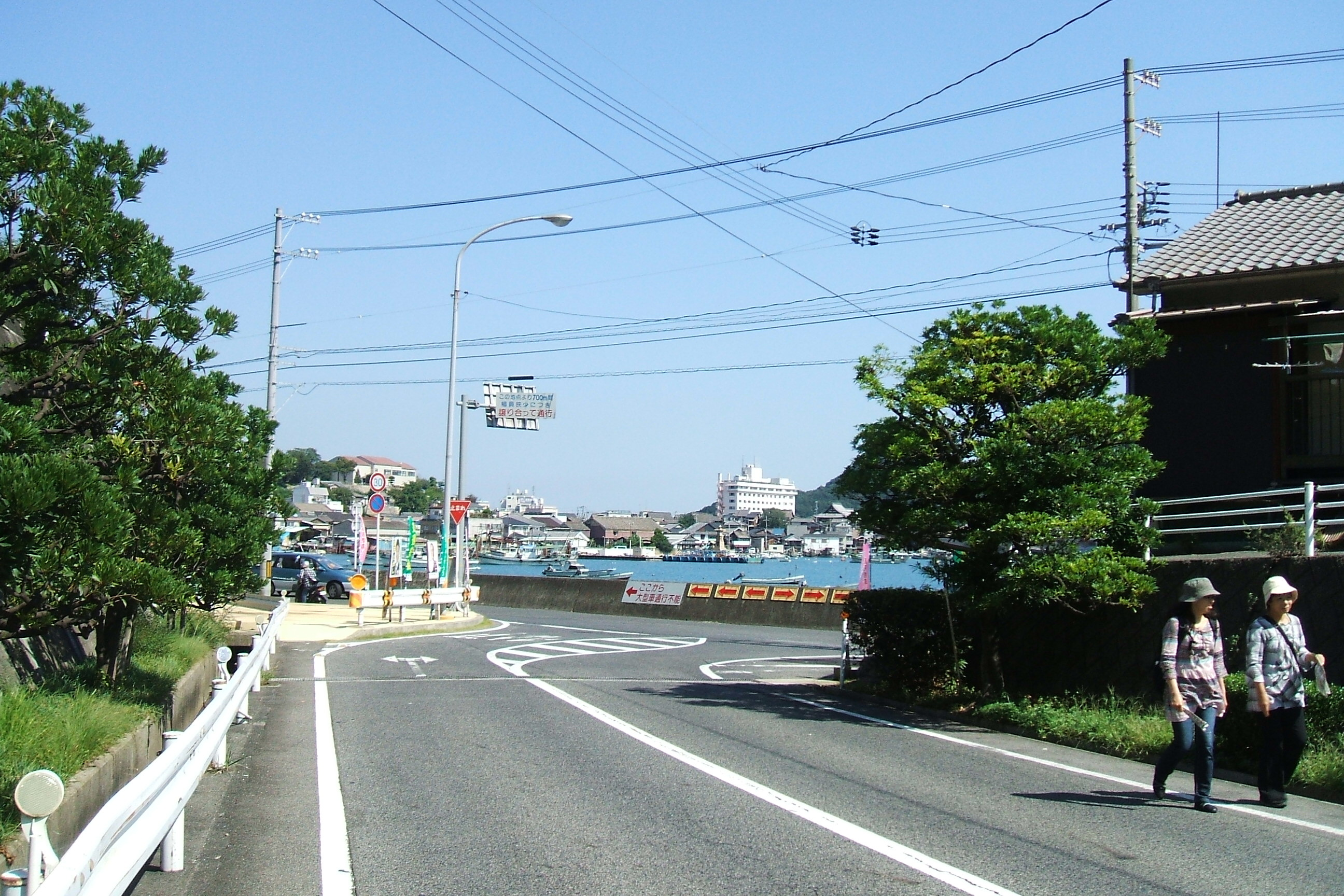
D.海岸に突き当たった地点。ここから先が計画では埋め立てられる。
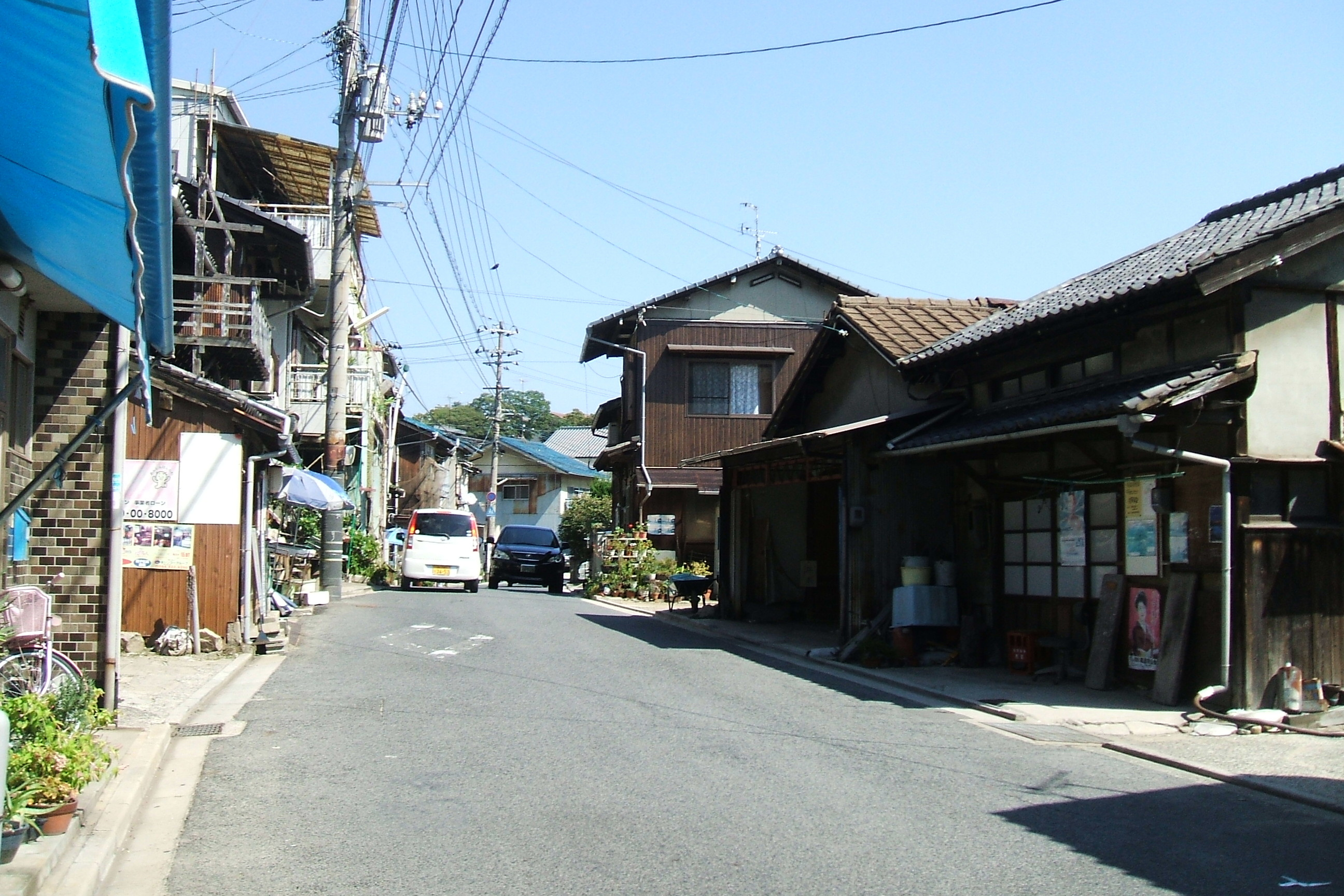
E.このように乗用車同士が離合するにはぎりぎりである
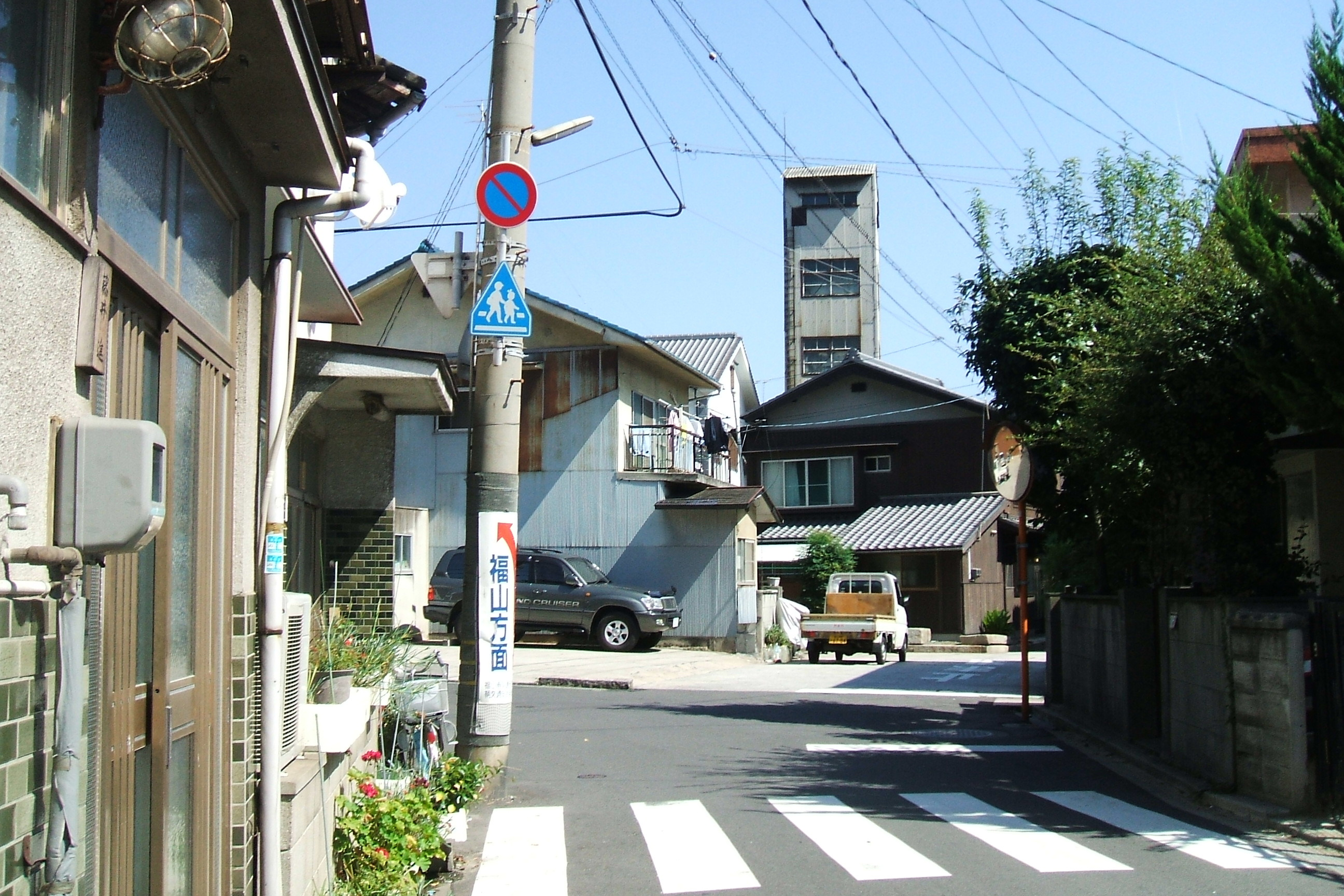
F.ここで左折するが、直進すると福山西警察署鞆交番の前を通り、太田家住宅の前に出る（車両通り抜け不可）
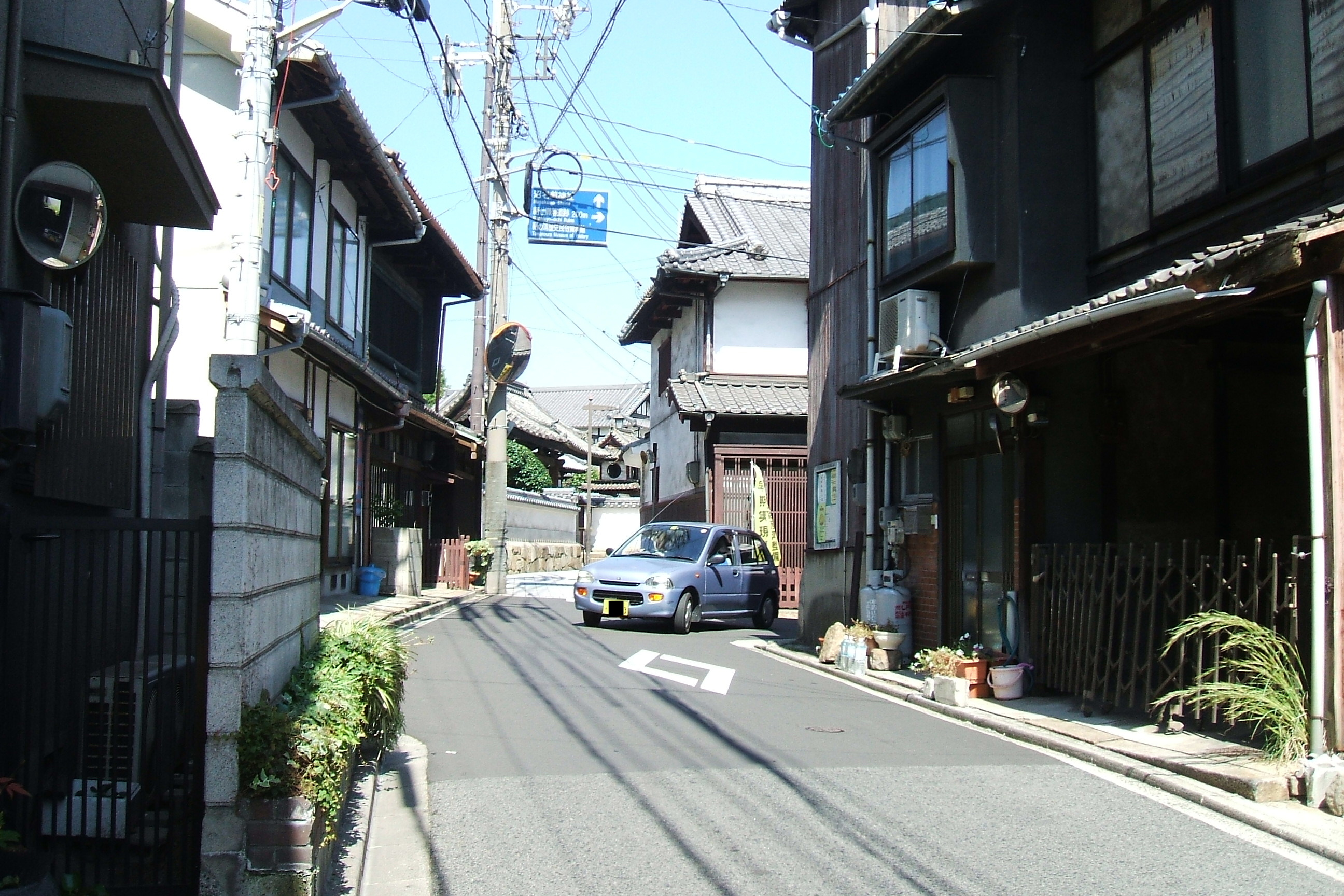
G.ここで右折するが、直進すると山中鹿之助首塚や安国寺のある地区に行ける（大型車通行禁止）が、狭い街中を抜ける事になる。
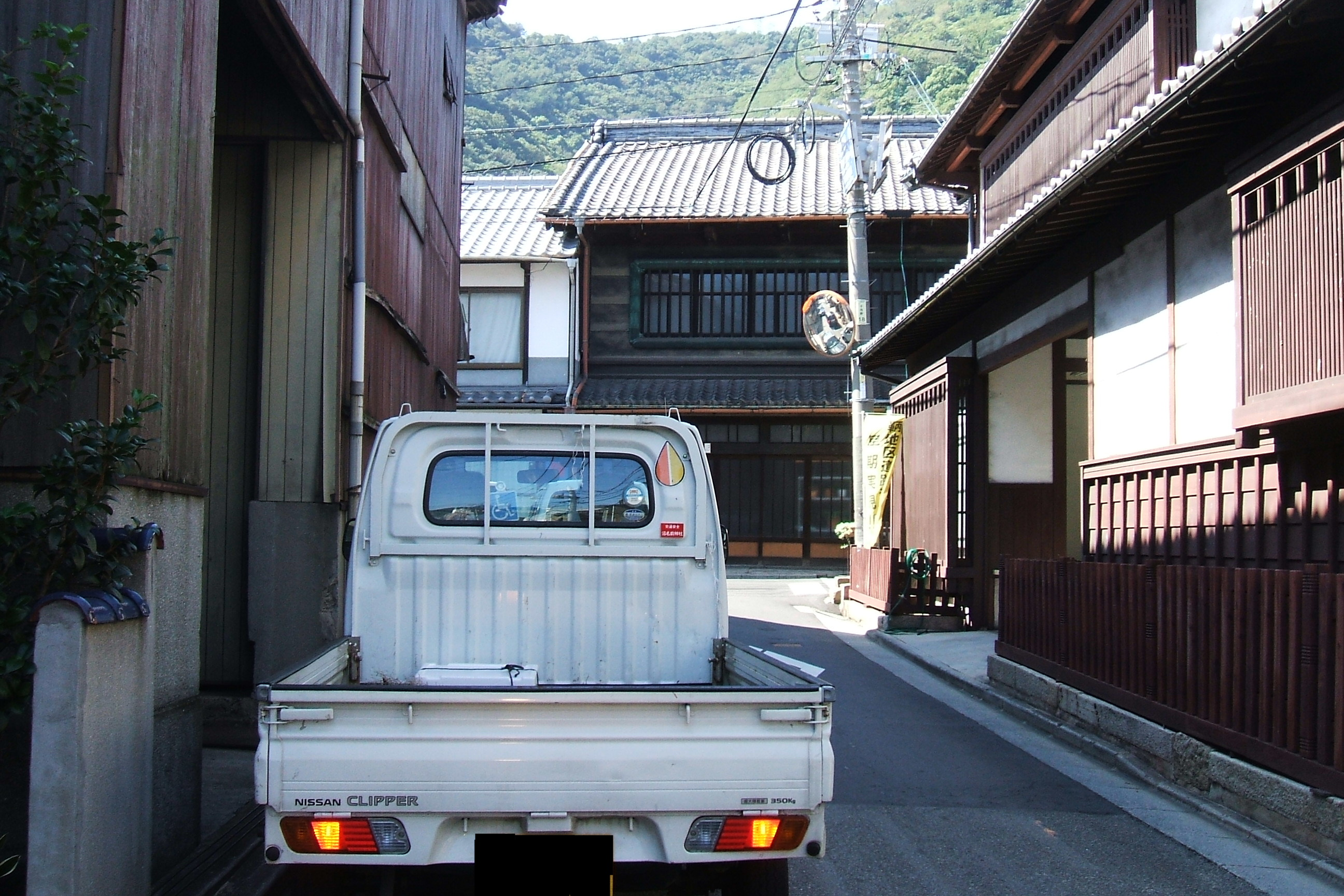
H.画像Gの交差点を右折した先からみた様子
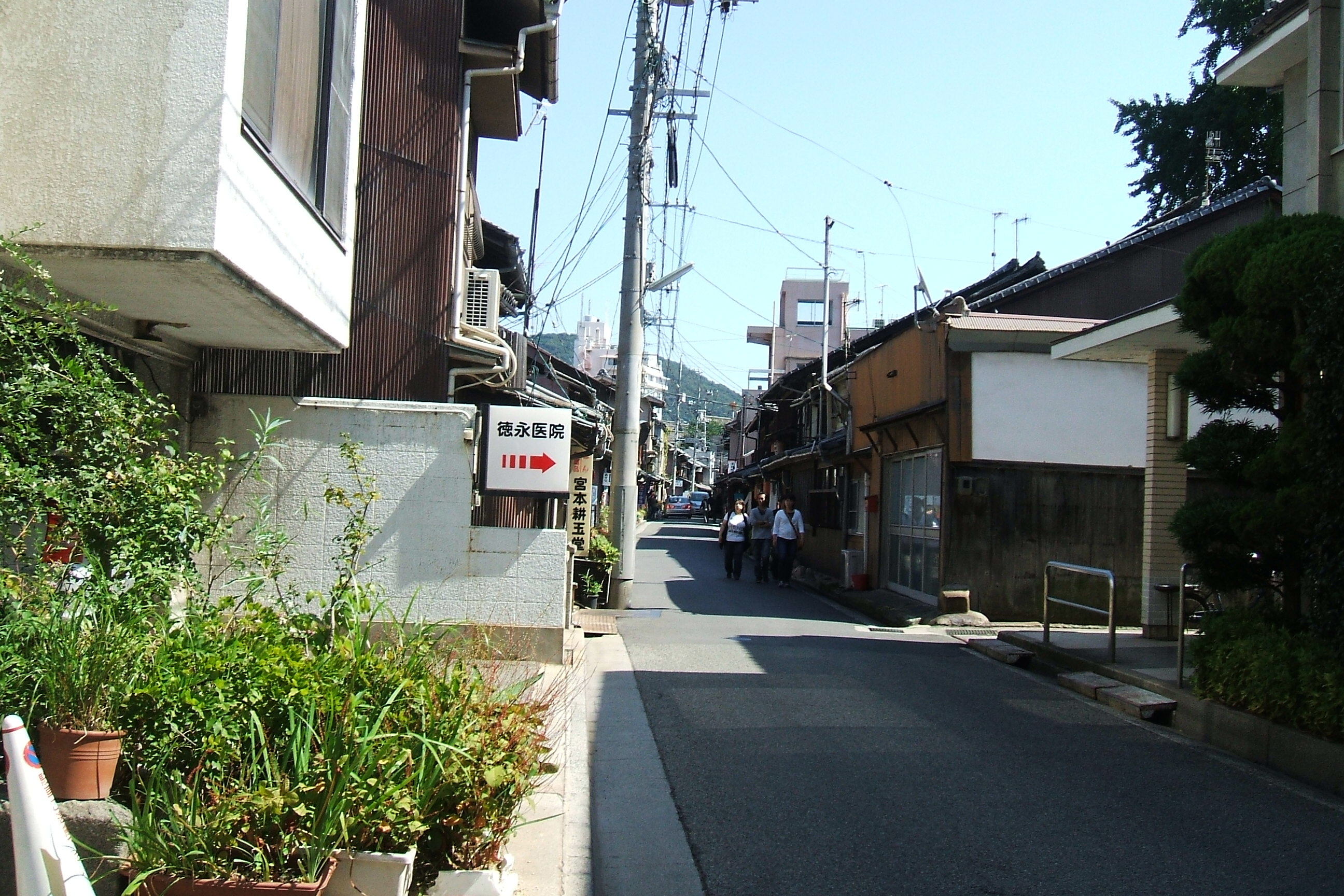
I.特に道幅が狭い地点。歩行者も多いため徐行して進むことになる。
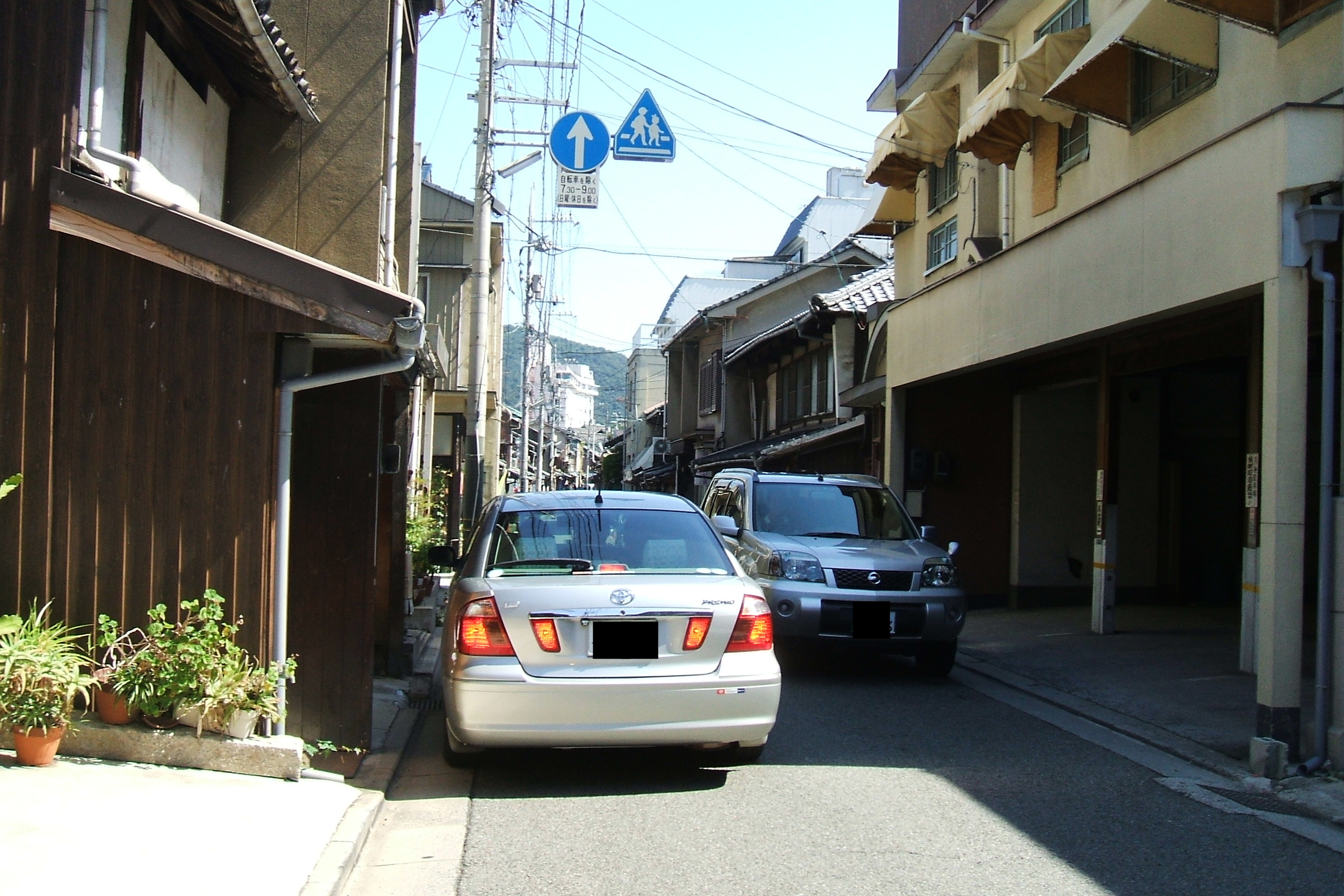
J.ぎりぎりですれ違う乗用車
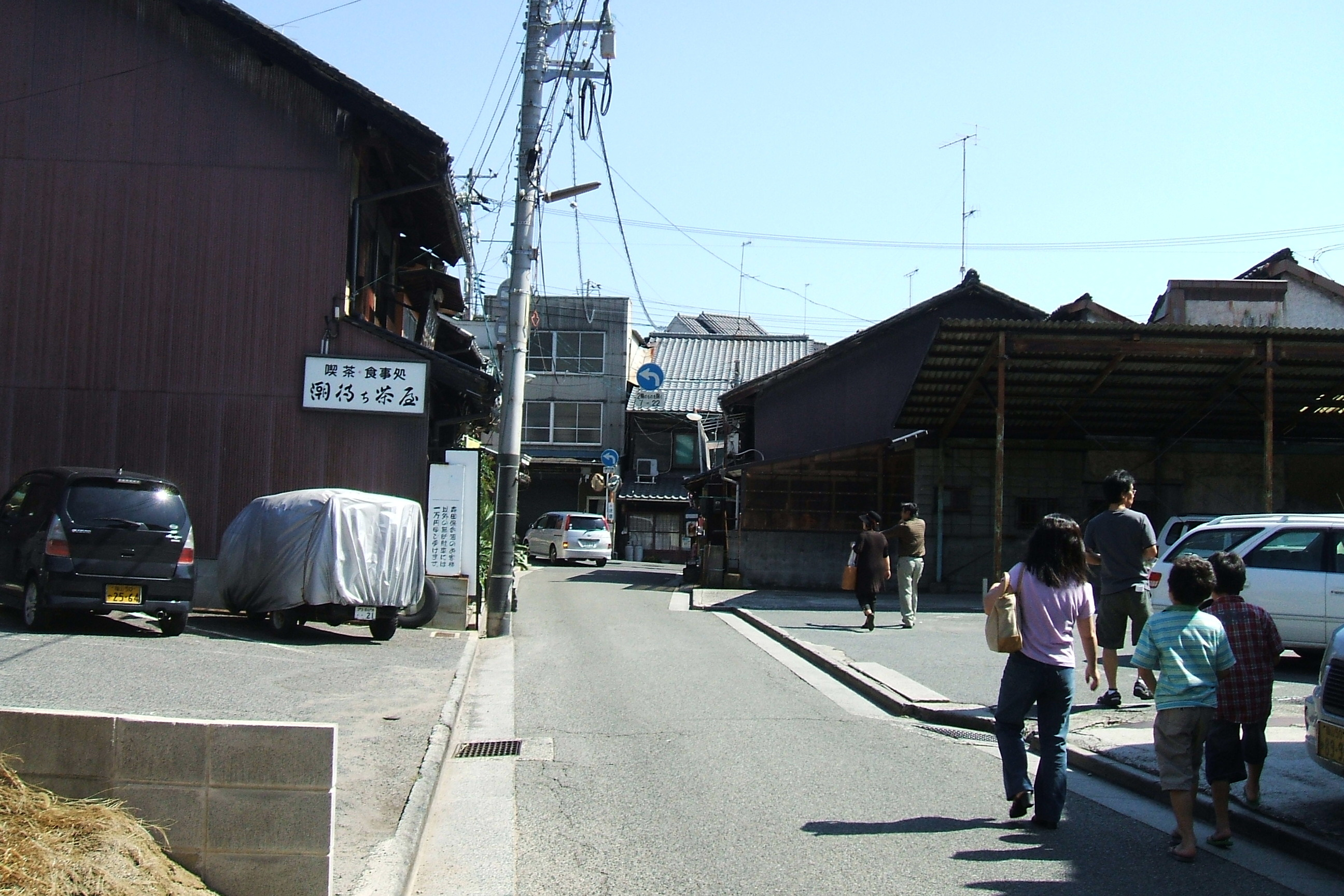
K.鞆城跡（鞆の浦歴史民俗資料館）付近の交差点。県道は右折であるが、昼間は一方通行であるため、左折しなければ福山市内方面に行けない。
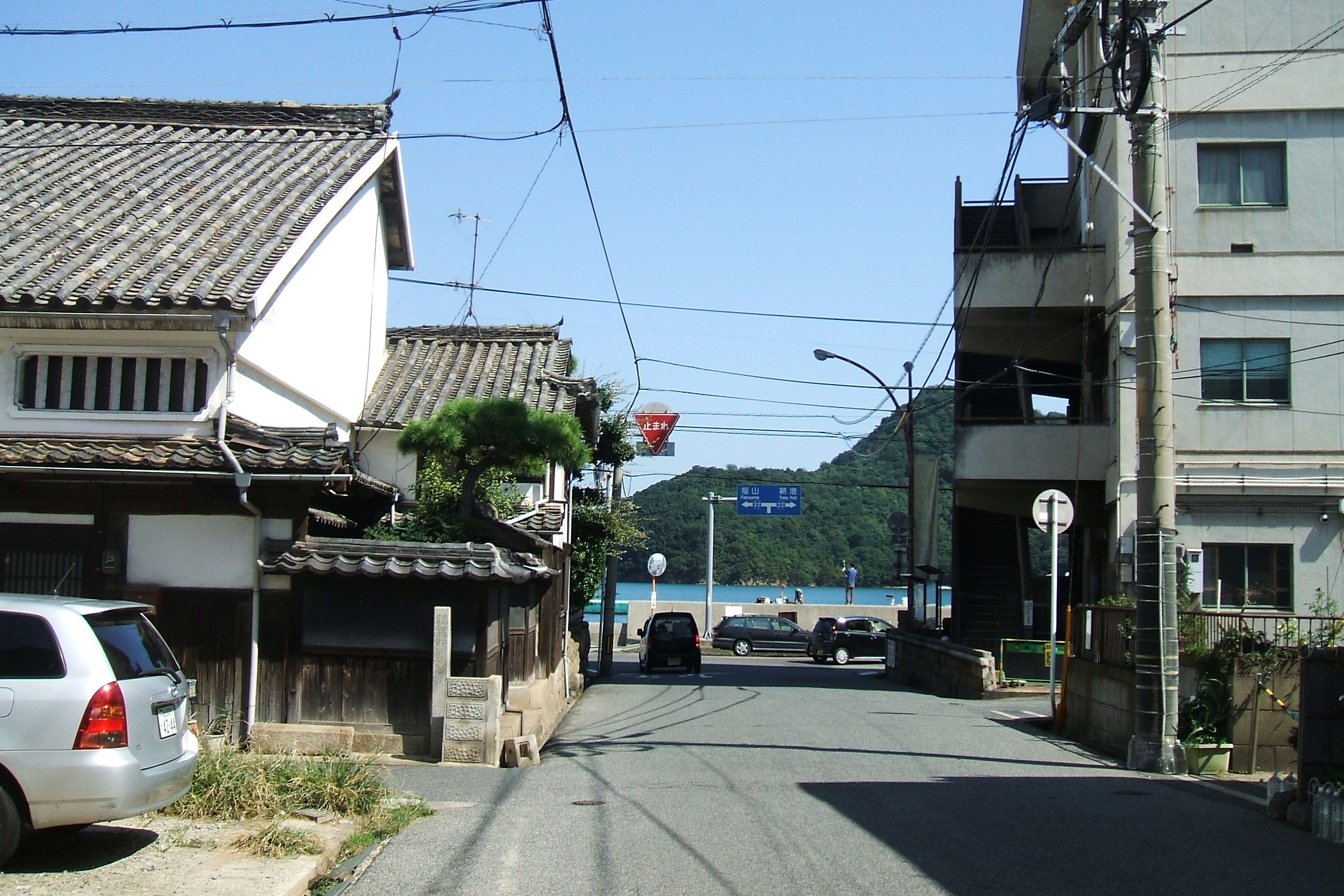
L.鞆の浦歴史民俗資料館の駐車場前を通過し市道を抜けると海岸線に抜ける。左側の家屋が坂本龍馬宿泊跡
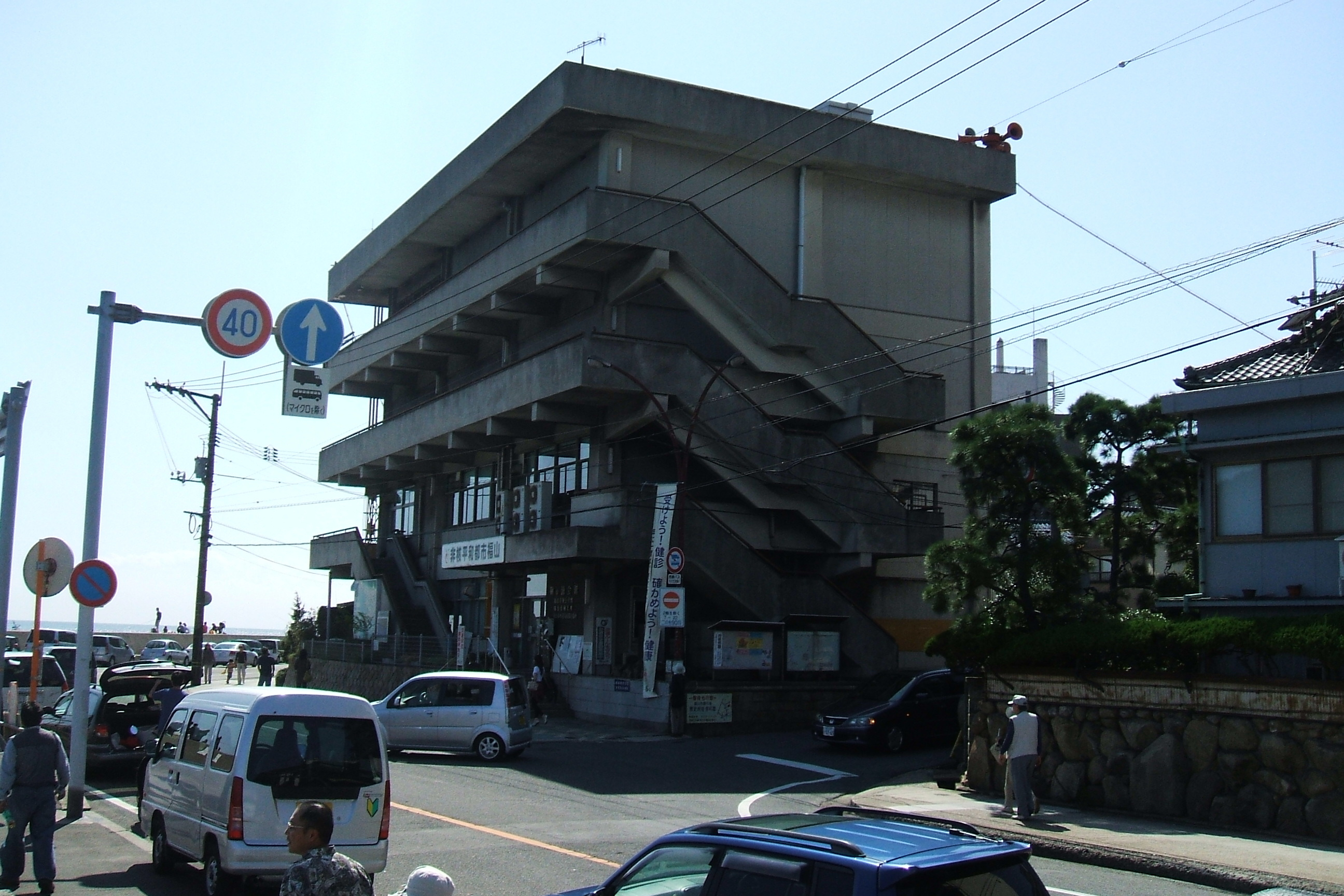
M.画像Lの交差点に出た様子。この交差点が県道22号の終点と県道47号の始点である。この付近の道路は広い為、多くの乗用車が海岸側に駐停車している。なお中央の建物は福山市役所鞆支所が入居している。
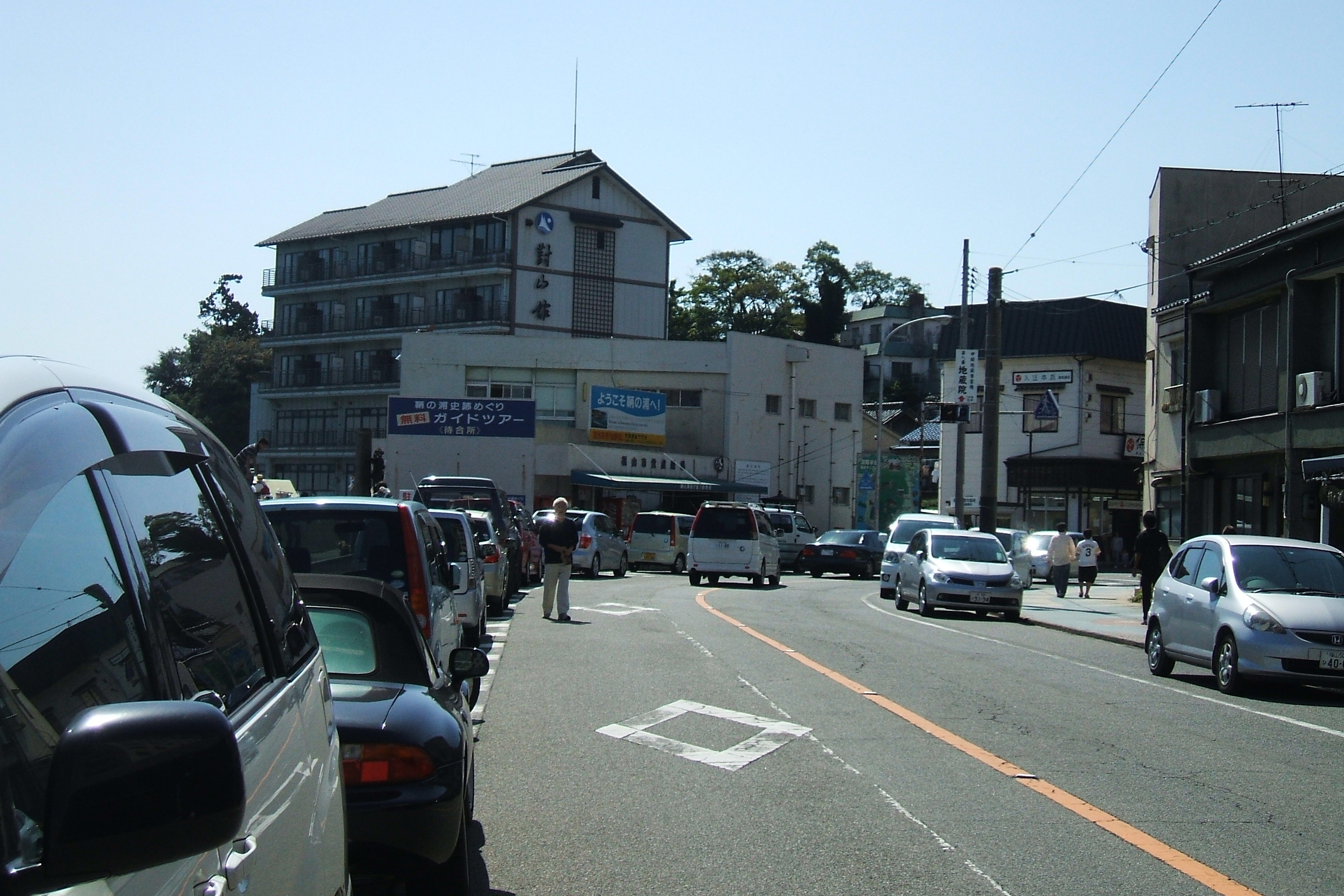
N.M地点から進んだ仙酔島に渡る福山市営渡船の桟橋
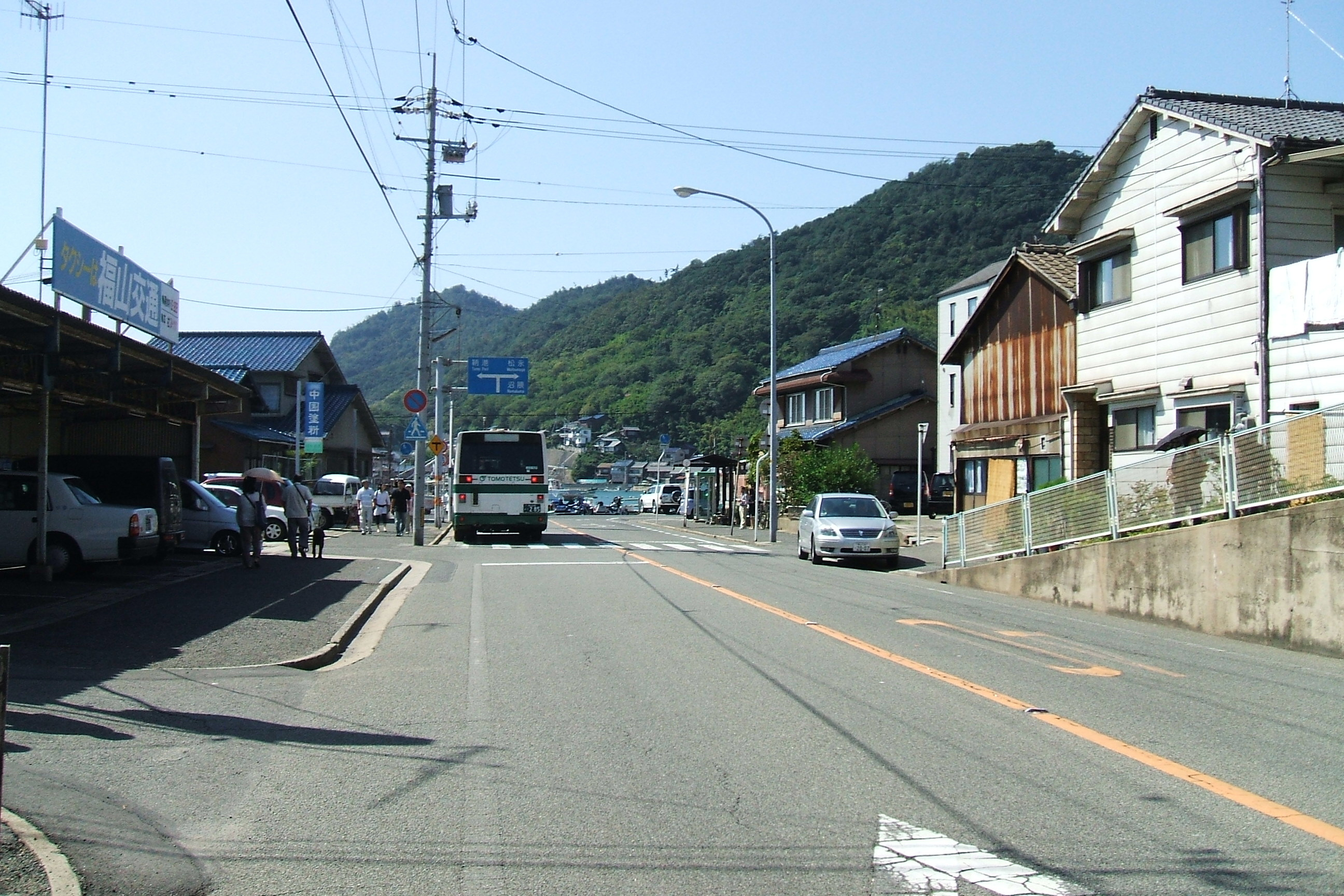
O.鞆港と鞆港バス停。県道47号は右折することになる。計画では、ここから先に架橋する予定である。なお鞆港から常石方面に向う路線バスはマイクロバスを使用している。
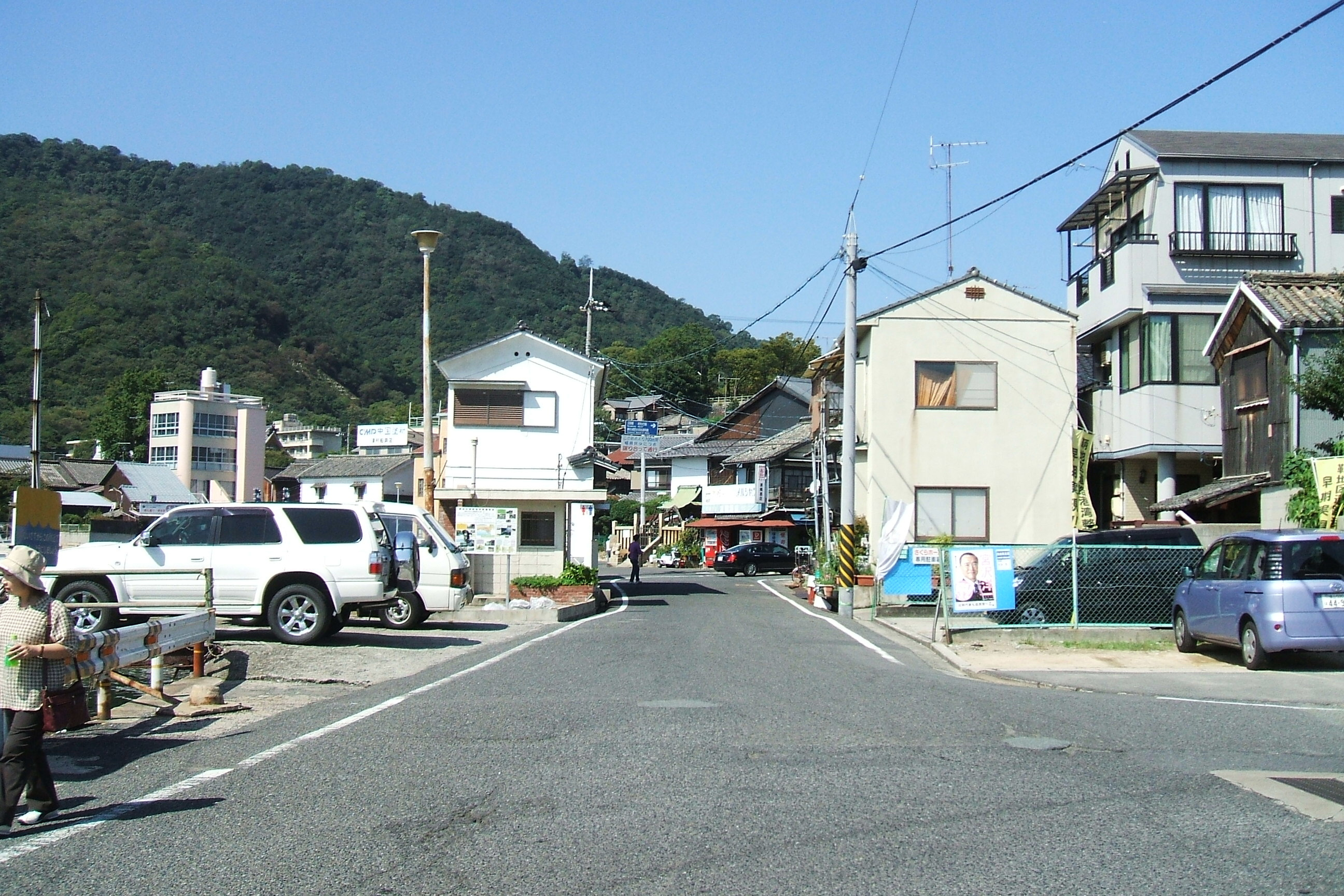
P.画像Oの画像から右折したところ。この先の道が狭い為一方通行になっている。画面左側公衆便所前に県が設置した架橋計画を宣伝する看板が設置されている。この先を直進すると画像Kの交差点に戻る。

## 年表
埋立て架橋計画をめぐる年表

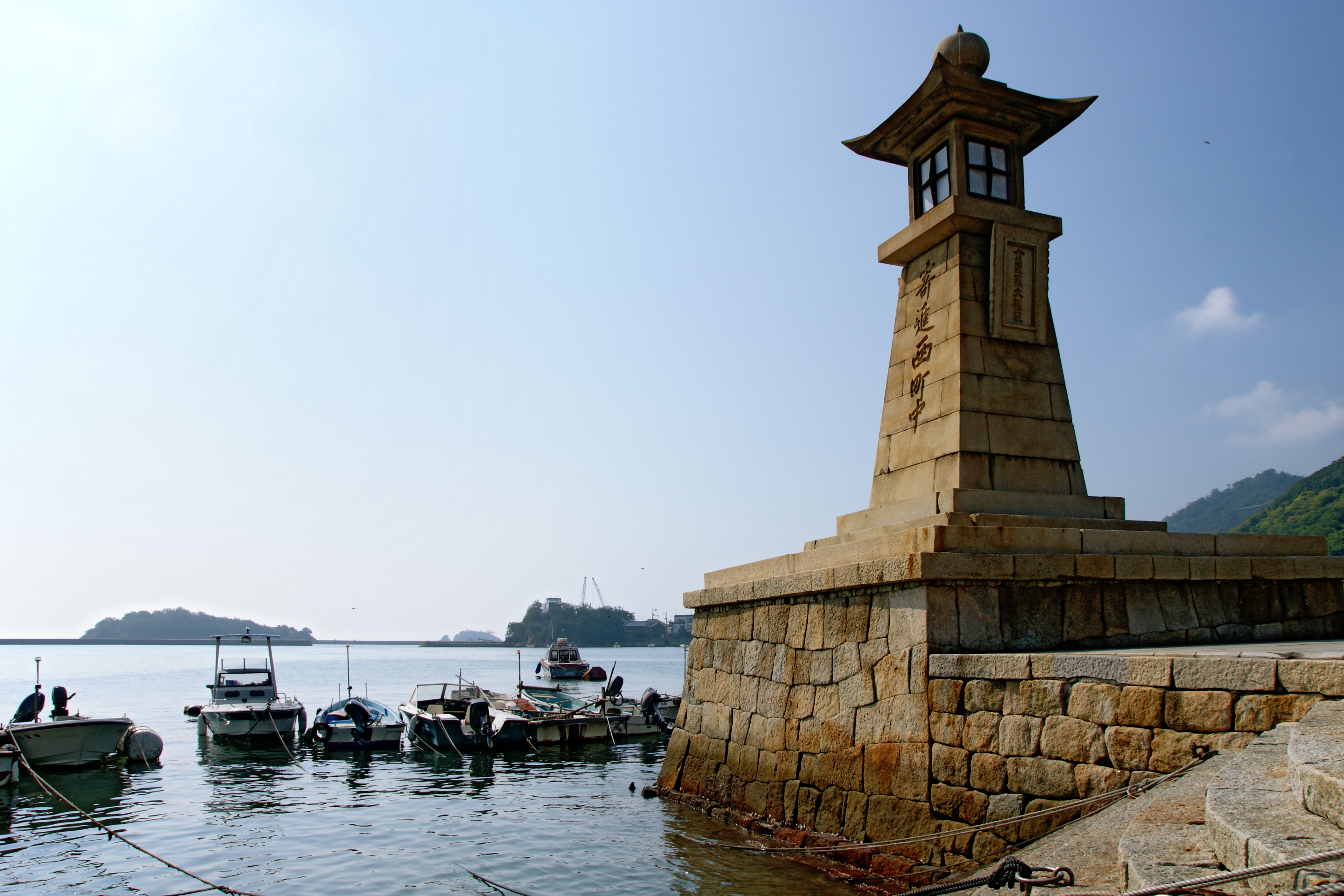
北側から臨む。常夜灯の背後に架橋される予定。

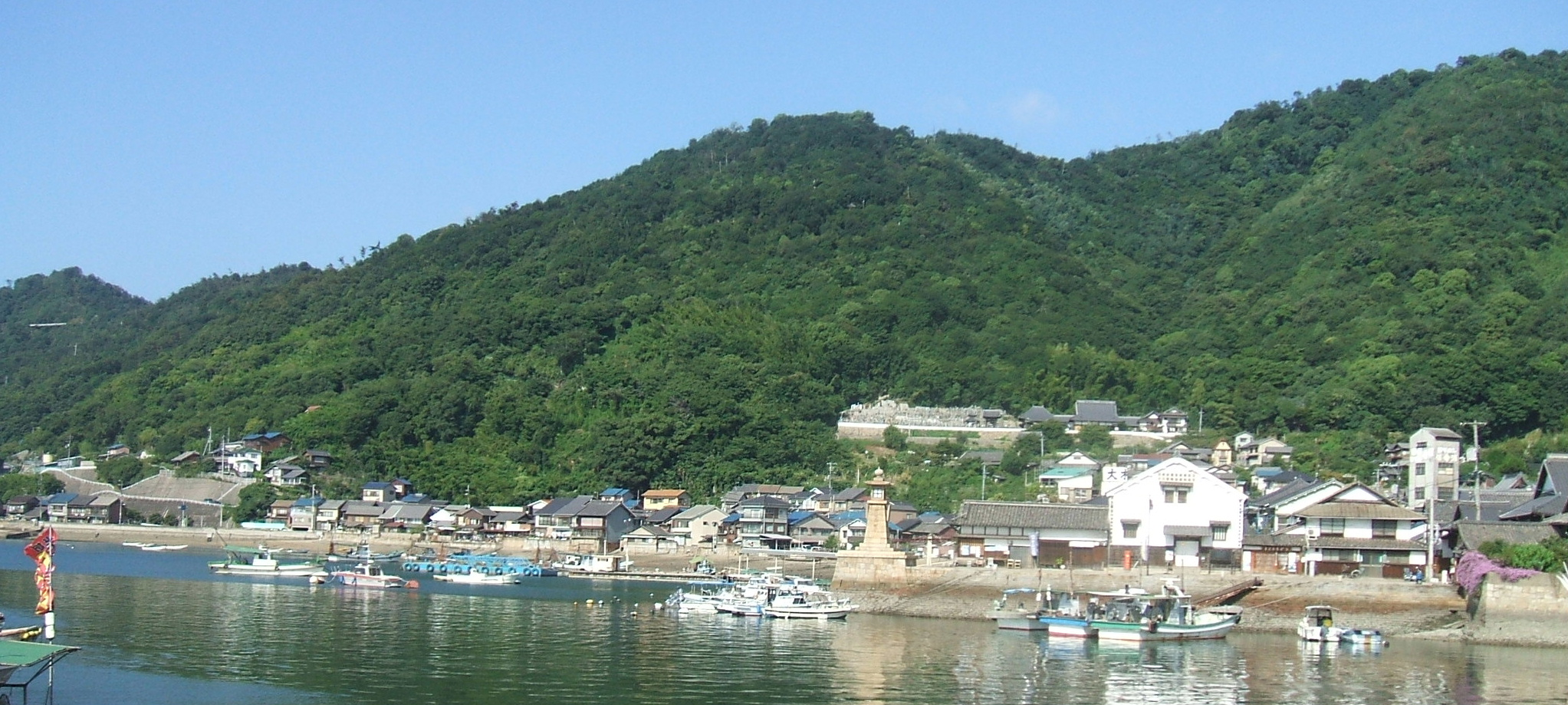
東側から予定地を臨む。画面左端の道路を中央の常夜灯付近まで海岸沿いに延長し、撮影位置まで橋で結ぶ。

- 1983年12月　広島県が鞆港4.6ヘクタールを埋め立て、架橋する港湾整備計画を策定。
- 1995年3月　歴史的町並みとの調和を図るとして埋め立て面積を2.3ヘクタールに縮小
- 1998年5月　広島県教育委員会が鞆港で焚場（たでば）[注 2]跡を確認
- 2000年2月　焚場跡保存の為、埋め立て面積を2ヘクタールに縮小
- 2003年9月　埋め立て免許に必要な排水権者全員の同意取り付けを福山市が断念。広島県も計画凍結
- 2004年7月　福山市長に鞆町出身で福山市職員労働組合が押す市助役の羽田皓が当選。計画推進を表明。
- 2005年1月　市長が国土交通省を訪問し、事業推進を要望。
- 2005年2月　国土交通省から県に排水権者全員の同意を得られない場合の推進のための法解釈を回答。
- 2007年1月　計画推進派住民が期成同盟会の決起集会を開催
- 2007年3月　映画監督の大林宣彦らが計画反対の全国組織を結成。地元反対派住民も統一組織を結成。
- 2007年4月　反対派住民が広島地方裁判所に埋め立て免許差し止め訴訟を提訴。
- 2007年5月　広島県と福山市が藤田雄山県知事に埋め立て免許を出願。
- 2007年9月　免許差し止め訴訟の原告が、免許の仮差し止めを広島地方裁判所に申立て。
- 2007年12月　福山市は広島県からの意見照会に対し埋め立てに異論はないと回答。
- 2008年2月　広島地裁が仮差し止めを却下
- 2008年6月　広島県が国土交通省に埋め立て認可を申請
- 2008年8月　羽田市長が再選。計画推進が支持されたと表明。
- 2008年10月　免許差し止め訴訟の担当裁判官が現地を訪問。反対派団体が不認可を求める約10万人の署名を国土交通省に提出
- 2009年1月　金子一義国土交通大臣が、認可には国民合意や反対派との対話が必要であると表明。
- 2009年2月　免許差し止め訴訟が結審
- 2009年8月　福山市は架橋計画実施を前提にした「まちつくり整備方針」案の地元説明を開始。
- 2009年10月　広島地裁は原告の景観利益を認め免許差し止めを命令。被告の広島県は広島高等裁判所に控訴。前原誠司国土交通大臣は、広島県が申請している埋め立て免許の認可を当面見送ると表明[4] 。
- 2009年11月　イコモス会長が鞆を視察、湯崎英彦県知事が計画見直しを示唆。
- 2012年6月22日　湯崎知事、架橋計画の中止と山側にトンネルを掘削して道路整備する意向を固める。
- 2016年2月15日　広島高裁で開かれた控訴審口頭弁論で原告側住民が訴えを取り下げ、広島県は埋め立ての免許交付申請を取り下げる意向を示し、訴訟が終結した[1]。

## 計画の概要
現在の計画は2004年に策定されたもので、「埋立て架橋案」、「山岳トンネル案」、「埋立て沈埋トンネル案」の3つの案が比較され、鞆地区の活性化や生活環境の整備に最も効果が高いと評価して、「埋立て架橋案」が選定された。これに対し反対派は対案として「山側トンネル案」を主張している。

### 埋立て架橋案
埋立て架橋案は福山市が埋立て沈埋トンネル案や山岳トンネル案と比較検討した結果、鞆地区の活性化や生活環境の整備に最も効果が高いと評価しており、この案に基づいた計画の実現を目指している。
この案は港の西側約2ヘクタールを埋め立て道路を通すと共に公園や駐車場を設置して災害発生時の避難場所としての機能も持たせ、この埋立地と港の東側とをコンクリート橋で結ぶことになっている。事業費は港湾の整備費を含め約55億円とされている。
しかし、この計画では必然的に旧来の海岸線にある「常夜灯」や「雁木」の前に橋が立ちはだかり、また、近世の船舶修理施設であった「焚場（たでば）」（干潮時しか姿を表さない）跡の約2割が破壊されるなど、景観・文化財に影響を及ぼすことは避けられない。そのため、イコモスは「世界遺産に値する景観価値が破壊される」などとして計画の再考を要請している。これに対し福山市は埋立地の護岸を雁木構造で行うなど周囲の歴史的景観には配慮しており、町内の交通混雑解消や下水道など生活基盤の整備、観光業や漁業などの産業振興に取り組み、人口の定着を図ることが重要であるとしている。また羽田市長は橋の形状については景観と調和できるものに再考するとしている。

### 山側トンネル案
山側トンネル案は鞆市街を避けた山側にトンネルを掘りバイパスとするプランである。この案は「山岳トンネル案」として埋立て架橋案と共に検討されたが、地域の活性化や市街地とのアクセスの点で劣るとして採用されなかった。埋め立て架橋反対派は架橋では景観の破壊により観光への影響が懸念されることに加え、市街に大型車両が流入して沿線の生活環境が悪化すること、緊急車両は小型な車両を導入することで対応できるとして、この案をベースとして駐車場などを整備した「山側トンネル案」を実現を求めている。しかし、架橋推進派からは、トンネル案では鞆町中心部からバイパスに速やかにアクセス出来ないとの指摘がなされている。
トンネル案は工期が埋め立て案の約10年に対し約5年と半分程度で、費用も架橋案の約55億円に対し約50億円と5億円ほど安く抑えられるメリットがあるとされているが、市側はトンネル設置に伴う家屋移転や現道交差点の改良に相当の期間が必要で、費用も港湾整備に別途30億円が必要であるためむしろ割高であると主張している。

### 埋立て沈埋トンネル案
埋め立てをするが架橋の替わりに沈埋トンネルを用いる案も検討されたが、これは工期・費用共に他のプランに劣り景観への影響もあることから、架橋推進派、反対派の双方から否定的に評価されている。

## 計画に対する賛否

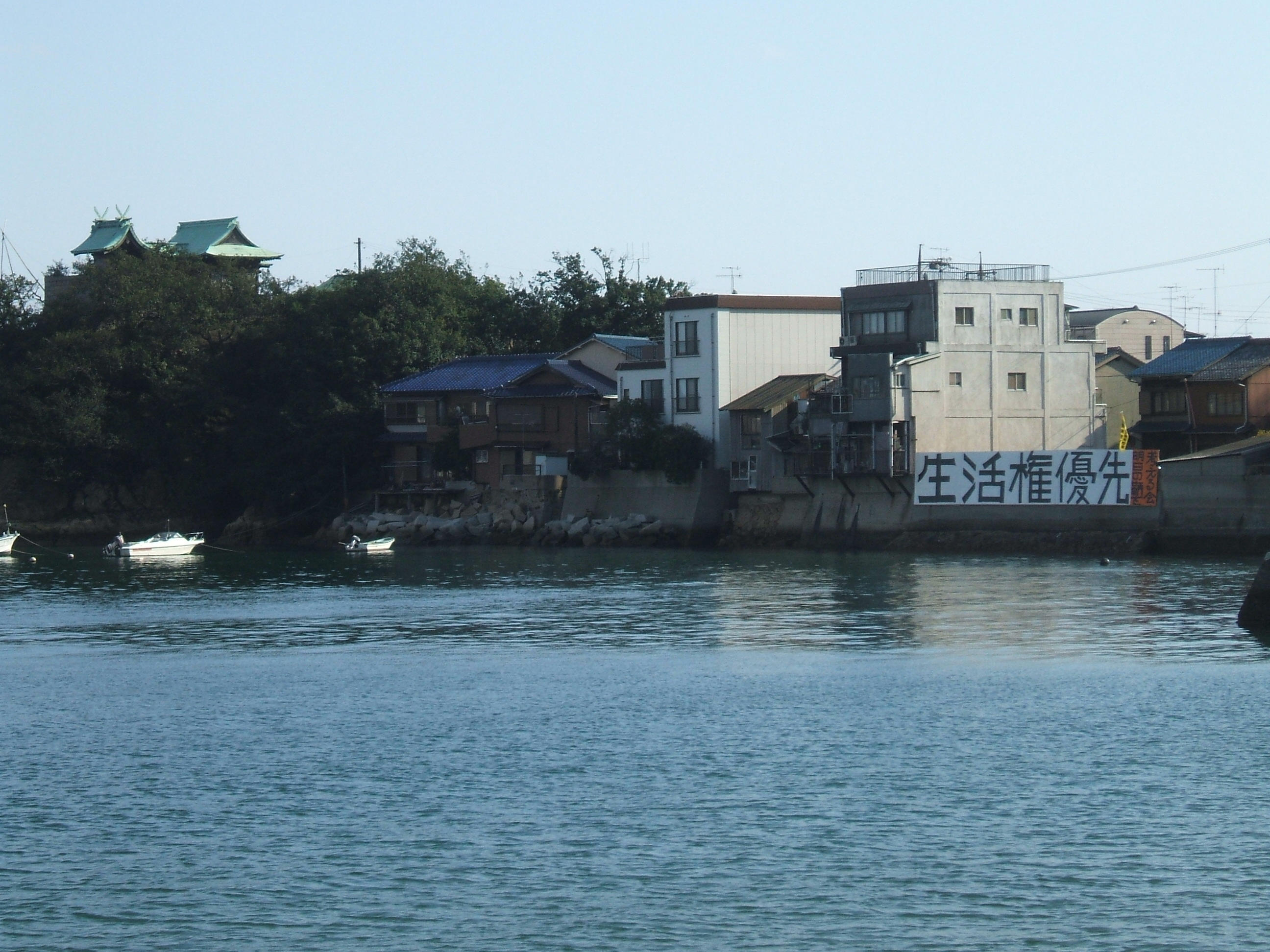
推進派住民が鞆港の西側堤防上に設置している「生活権優先」の看板

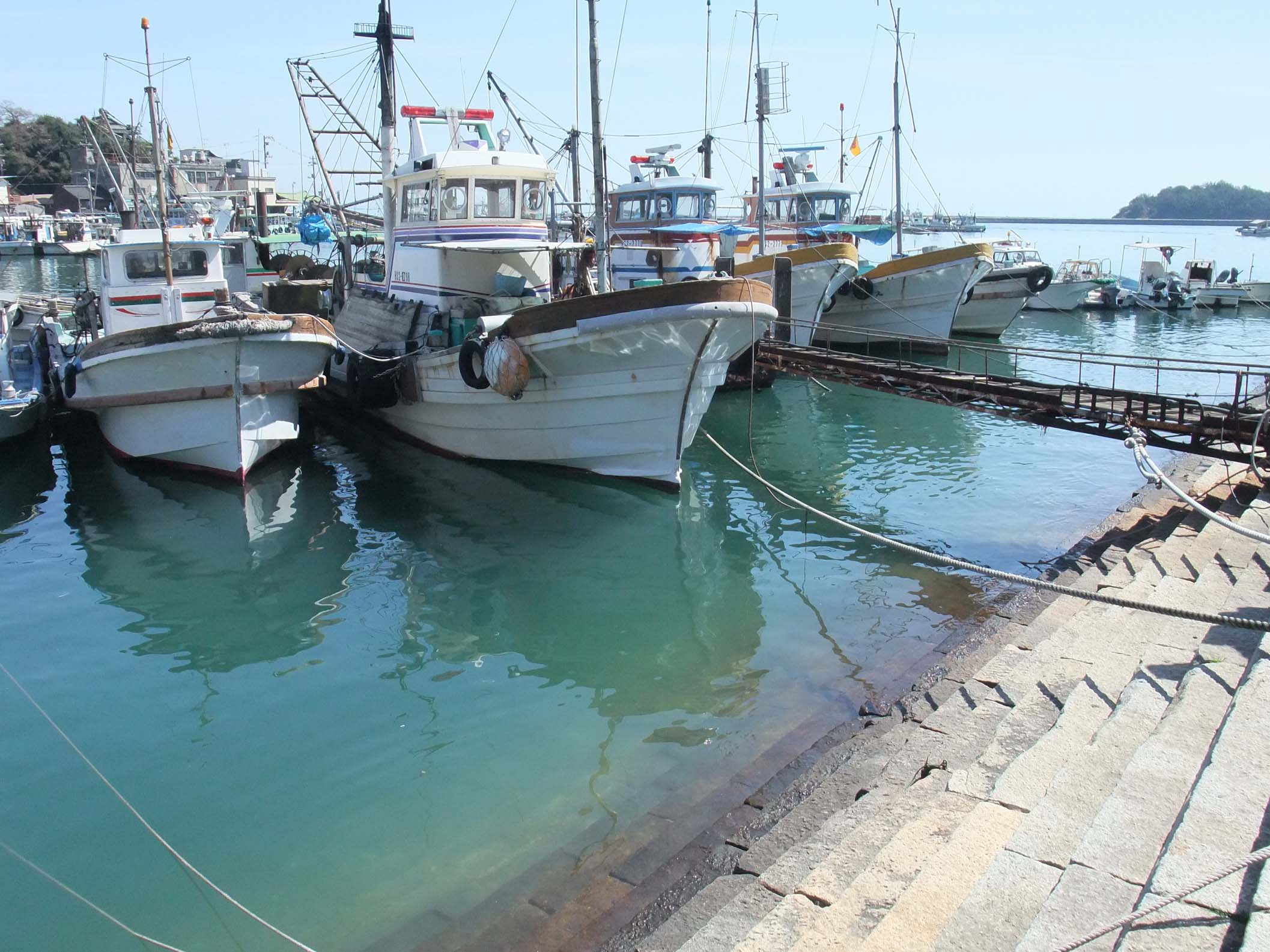
鞆港の雁木(がんぎ)

埋立て・架橋による鞆港の改変によって、和歌山市の和歌浦のように景勝地としての価値を損ね観光客の減少を招く可能性があるとして、この計画に対して主に鞆の浦の歴史的景観の保全を求める立場の人々から反対の声が上がっている。この運動には大林宣彦、宮崎駿らの著名な文化人や研究者も加わり、2007年に「美しい日本の歴史的風土100選」に選定されたことや、宮崎駿が映画『崖の上のポニョ』の構想のために長期滞在したことなどから、全国的な関心を集めた。
地元鞆地区住民の間では、道路整備を求める声が多数を占めている。福山市が2006年6月に発表した意見の集計によると、鞆町の9割を超える住民が埋め立て計画を支持している。ただし、市民団体は旧鞆町内（現在の鞆町より広範囲の地域）住民の3割弱の整備反対署名を集めたとしており、その割合については見解が割れている。とはいえ、2008年10月に首都大学東京の調査グループが行った住民意識調査でも約65％の住民が架橋に対して肯定的であるなど、何れの調査でも地元住民の過半数が計画を支持する結果となっている。また、福山市民全体では評価が割れる結果となっている。
地元住民の多くは景観よりも生活の優先を訴え埋め立て架橋の早期実現を要求しており、町内各所に計画推進を求める看板を掲げている。しかし、計画に反対する意見も根強くあり、地元商店を中心に建設後の景観破壊を示す予想イラストなどが掲示されている。
国際記念物遺跡会議（イコモス）は「港を跨ぐ道路橋建設の提案が町の本質的な価値を破壊する」として、2005年と2006年に事業の中止を勧告している。羽田福山市長はイコモスの要請に対し「架橋反対の錦の御旗として、部外者や地元の少数の人によってつくられたと感じざるを得ない」と発言し、藤田雄山広島県知事は「人が住んでこその鞆の町で、無人の町に価値はない。」「部外者の学者の意見を聞く必要はない。」と発言するなど、否定的な見解を示している。また、藤田知事は反対派が文化財としての価値が高く重要としている雁木について、「太田川の船着き場は全部、雁木。こんなのはどこにでもある。」との評価を示している。
金子一義国土交通相は埋立て架橋案に対して、「一般論としては風光明媚な場所を埋め立てるべきではない」と否定的な見解を示しているが、これに対し羽田市長は「大臣になりたてで十分なレクチャーを受けていないのでは。町の状況を十分に承知していない中で、世界遺産級の景観の場所に橋をかけたらどうなるかと聞かれれば、残した方がいいと答えるのではないか」と熟慮を求めている。
日本歴史学協会は景観の破壊に加え、海中にも多数の遺跡・遺構が存在することが予想され、それらの調査が行われていないことから、埋蔵文化財が破壊される可能性を指摘している。また、反対派住民は埋立て架橋案の工期が10年程度に及ぶため、鞆町内への工事車両の往来が慢性化し観光に悪影響を及ぼす可能性を指摘している。

## 計画の経緯

### 事業の進行
2004年（平成16年）9月、福山市長選挙で計画推進を掲げた羽田皓が初当選し、事実上凍結されていた埋め立て架橋計画は再び実現に向かって進められることになった。羽田市長は同年12月27日に藤田雄山知事と会談し計画推進の要望を伝え、それまで計画が凍結された最大の要因であった「排水権利者全員の同意」を得ることなく計画する道を県と模索することになった。
翌2005年6月16日、市は地元住民との意見交換会を開いたが、これに反対派3団体は「やり方がずさん」、「初めに結論ありき」などとして欠席し参加は推進派4団体のみとなった。このため市は同年7月に2回目の意見交換会を企画するが、やはり反対派は欠席を表明して開催は見送られ、結局、8月30日に反対派欠席の中で行われることになった。これに対し反対派は9月15日に独自の意見交換会を実施した。一方、広島県は排水権利者の同意について国土交通省から「全員の同意がなくても法律上は可能」との見解が示されたことから、同年8月に鞆港の環境影響調査を開始した。

### 反対運動
工事着工が実現性を帯びていくなか、2005年10月24日にイコモスは架橋計画の放棄を求める決議を採択し、11月27日にはメンバーが鞆を視察し、翌日に市と県を訪れ要望を伝えた。このことが大きく報道され埋立て架橋計画は全国から関心を集めるようになった。2005年10月21日には反対派9団体が山側トンネル案を代替案として示し、2006年1月12日に反対派団体が1万人を超す署名を市に提出し計画の再検討を要望した。また、この頃には鞆周辺の世界遺産登録の可能性が指摘されるようになり、3月17日には世界遺産審査に当たるユネスコスタッフが鞆を視察した。4月11日に反対派団体はC・W・ニコルを迎えて講演会を開催し、10月には鞆の街並み保存基金設立に宮崎駿や大林宣彦が協力を表明するなど、運動は大きな盛り上がりを見せる。
しかし、福山市はあくまで計画推進の立場を示し、推進派団体も2006年11月1日に早期実現を求める要望書を提出するなど、動きを活発化させる。11月27日にはイコモス委員が鞆を視察し、イコモス委員会は11月30日に架橋計画の放棄を求める勧告を採択する。しかし、これに推進派4団体は抗議文を送付した。2007年1月9日、市は埋立予定地の測量について住民説明会を行うが、反対意見が相次ぎ、1月23日の2回目の説明会では異論で紛糾し、市側が測量の実施を宣言すると反対住民は怒号を挙げて退出することとなった。そして、1月25日に反対派抗議のなかで測量が行われ、埋立て免許申請に必要な準備が終了した。
こうした中、2008年4月6日には福山市の市議会議員選挙が行われるが、埋立て架橋計画問題を採り上げる候補は少なく、争点とはならなかった。これは福山市議会が計画推進の決議案を可決していたためである。また、同年8月10日には福山市の市長選挙が行われ、埋立て架橋計画が争点のひとつとなったが、計画推進を主張する現職の羽田皓が再選した。

### 事業の停滞
埋立て認可の遅れにより事業は2009年に入っても事実上進まず、推進派は危機感を募らせた。羽田福山市長は市議会で「認可のハードルが、だんだん高くなっているようだ」と国への不満を述べたほか、藤田広島県知事は「判断材料が偏らないよう、国交相に会って説明したい」とマスコミが反対派の意見を大きく報道していることに不満を表し、12月25日に上京し金子大臣に事業の概要を説明し計画の実現を訴えた。これに対し金子大臣は「鞆の浦は次の世代に残すべき大事な歴史、文化を持っている」と指摘したうえで、「地域の皆さんの利便性の問題とともに、（広島県側と）知恵を出し合いたい」と述べ大臣として異例の強い関心を示した。そのうえで、地方整備局長レベルの判断にゆだねるだけでなく問題解決のために大臣が関与していく姿勢を示した。また、羽田市長は2009年1月5日に、これまでにも埋め立て面積の縮小などの計画案の修正をしているとして「これ以上反対派と話し合う余地はない」と反対運動に強硬な態度を表明し、1月28日に上京して金子大臣に重ねて計画案の早期認可を求めるなど陳情活動を行った。
しかし、金子大臣は1月30日の閣議の後の記者会見で認可の前提として「住民の合意ではなく国民の合意を取り付ける必要がある。その過程で当然見直しもあるだろう」として、事実上現行の計画案の見直しを示唆する発言をした。この発言に羽田市長は金子大臣との会談ではそのような話はなかったとコメントしたほか、計画賛成派の住民団体「明日の鞆を考える会」は「（計画の実現はなければ）過疎化を食い止められず、町並み保存はますます困難になる」と反発するなど、行政と賛成派住民に戸惑いが広がった。一方で、反対派は大臣の発言は当然のことであると意見を表明した。
福山市は、平成21年度予算で世論対策費と埋め立て予定地に生息する海洋生物を移動させる予算を計上した。
なお、総事業費50億円のうち国庫負担は20億円をみている。このため、国の同意が得られない以上建設は難しく、また、国土交通省中国建設局も埋め立て許可の認否について明確な決定は行っていない。
2009年7月3日、広島県は現地の県有地に制作費30万円をかけ事業概要を宣伝する看板を設置した。そして建設推進派であった藤田雄山知事が多選と健康上の理由で退任が決定していたため、羽田市長は知事の任期中の工事着工を希望していた。しかしながら、実現することはなかった。

### 事業の見直し
2009年8月30日に行われた第45回衆議院議員総選挙において地元広島県第7区で架橋計画に賛同し、推進派市議の大半が支持していた自民党の宮沢洋一が民主党候補に破れ比例区でも復活せず落選した。
また、後述のように裁判所が埋立免許の差し止めの判断を示した為、金子の後任の国土交通大臣である前原は免許の交付を当面行わないと表明している。
なお、羽田市長は2009年9月の定例会議で落合真弓議員の質問に対し「世界遺産登録をすることに向けて取り組むことは考えていない」と答えている。そのため日本イコモスの声明には拘束されないという立場である。
2009年11月に行われた2009年広島県知事選挙で当選した湯崎英彦県知事は、11月30日の就任記者会見で「橋を架ける架けないの前提を一度置いて、地域のために何をするのがベストか、早急に議論を進めたい」と、現在推進している事業計画を事実上見直す意向をしめした。ただし、現在進行している後述の裁判について控訴を取り下げるか否かを態度は表明していない。
2012年6月22日、湯崎知事は架橋計画を中止する意向を固め、鞆の浦地区の景観に配慮して山側にトンネルを掘って道路を整備する意向を固めた。

## 鞆港埋立・架橋差し止め訴訟

### 訴訟の争点
訴訟の争点（主旨）は下記のとおり。
| 原告（計画反対派団体）の主張                                                                                 | 被告（広島県）の主張 |
| --- | --- |
| 計画による住民の景観利益や排水権が侵害されるため、原告適格がある                                             | 原告の主張する権利は法的保護に当たらず原告適格は認められない。                                                                               |
| 計画によって景観が回復困難な損害がでる。取消し訴訟や執行停止では工事が進行してしまい損害が出る可能性がある。 | 原告の主張する損害は免許ではなく、免許に基づく工事で発生するものである。計画で人命が脅かされるわけでもないから、取消し訴訟でもよい内容である |
| 計画によって歴史的町並みや文化的景観が破壊され、損失は重大である。                                           | 計画は自然景観の構造を大きく変えるものではなく、景観にも配慮しており損失は小さい。                                                           |
| 山側トンネル案も、埋め立て・架橋案と同様に交通事情改善の効果がある                                           | 比較検討した結果、埋め立て・架橋案の方が有利である。                                                                                         |
| 埋め立て免許付与で排水権者全員の同意が得られないまま、建設省ないし国土交通省が認めた前例はない。             | 権利者全員の同意が得られなくても、工事によって得られる利益のほうが大きい場合には法律も例外的に認めている。免許に向けた法手続きは適法である。 |
| 埋め立て計画による県営桟橋や船溜り等の港湾設備や駐車場、下水道整備の効果・必要性には疑問がある。             | 鞆町内の道路事情の改善など、まちの再生と活性化には必要な事業である。また地元住民の大多数が実現を望んでいる。                                 |

### 訴訟の経過
2007年中に広島県が国土交通省中国地方整備局に対し鞆港の埋め立て免許の申請が行われる見通しとなると、同年4月24日に地元住民163人が原告となり広島地方裁判所へ免許の仮差し止めを求める訴訟が行われた。しかし、福山市は同年5月16日に最後の住民説明会を開催し5月23日、広島県に埋め立て免許申請を請願した。広島県はこの請願を「歴史的文化財の保護に配慮しており」適切であると判断し、2008年6月、国に認可申請を行い、認可が下り次第工事に着手したい意向を示した。一方、2008年2月29日に広島地方裁判所は原告住民の免許の仮差し止めの申立てを却下したが、申立人のうち98名を排水権者であると認め、63名に対して法的保護に値する景観利益を有することを認めるなど、裁判を受ける権利は認められた。
通常、認可申請の答申は2ヶ月程度で行われるが半年以上経過しても答申は行われなかった。審査にあたる国土交通省中国地方整備局によると、排水権者全員の同意なしで埋め立てが認可された前例がなく、公有水面埋立法で全員の同意が得られない場合の例外として認められる要件である「埋め立ての利益が損失を著しく超える」について、これを満たすとの広島県の主張に対し「事業による利益と損失の比較が難しく、審査に慎重を期している」としており、県に埋め立ての利益について異例の8項目にわたる補足質問を行った。この補足質問に県は調査は終わったが追加質問への回答の取りまとめに時間がかかるため、提出時期が未定であるとした。
裁判の争点として、埋め立て・架橋工事により、住民らが鞆の浦の良好な景観の恩恵を受ける利益が損なわれるか否か、事業によって交通が便利になったり、観光客用の駐車場などを整備したりすることで得られる利益が、景観を損なう不利益を大きく上回るといえるか、埋め立て免許が出されると回復不可能な重大な損害が生じる恐れがあるかなどであった。なお、裁判官達はこの種の訴訟としては異例の現地視察を実施している。

### 一審判決
2009年10月1日、広島地方裁判所（能勢顕男裁判長）は埋立て架橋事業停止を求めた原告の訴えを認め、藤田雄山知事に埋め立て免許を交付しないよう命じた。判決は最高裁の国立マンション訴訟判例を援用して原告住民に景観利益があることを認め、広島県が計画策定に用いたコンサルタントの調査を「調査が不充分なものである」と指摘し、鞆の景観の保全を犠牲にしてまでしなければならないかについて疑問があり、さらなる調査と検討が必要であり合理性にかけるとした。
また判決に対し宮崎駿は原告勝訴の判決を受け、東京都小金井市のスタジオジブリで記者会見し、その場で「開発でけりがつく時代は終わった。公共工事で劇的に何かが変わるという幻想や錯覚はやめた方がいい」と話した。
判決では鞆の景観は「国民の財産ともいうべき公益」と断じたほか、前述のように宮崎のコメントが全国的に報道されたことなどから、鞆町への観光客が増加した。広島県は判決を不服とし10月15日広島高等裁判所に控訴した。控訴した理由として広島県土木局長は「景観に配慮し計画を練ってきた。（福山）市議会も計画推進の決議をしているので、裁判に関係なく今後も計画を継続したい」とし、判決については「今後の公共工事全般に甚大な影響があり、到底容認できない」と批判した。

### 控訴審
2016年2月15日　広島高裁で開かれた控訴審口頭弁論で原告側住民が訴えを取り下げ、広島県は埋め立ての免許交付申請を取り下げる意向を示し、訴訟が終結した。

## その後
2020年8月、山側に新たなトンネル（トンネル部分約2.1km）と取付道路の建設計画がまとまり、地権者などへの説明会が行われた。トンネルは2022年11月に「鞆未来トンネル」と命名された。
用地買収への了解と工事が順調に進めば、2023年度に完成する見込みであったが、周辺の岩盤が固く地山の掘削に難航しており、周辺道路の整備が遅延している事で工程精査の結果、工事完成時期の見直しが行われ、2025年3月30日に開通した。